# SN 1967D
SN 1967D – supernowa odkryta 12 lutego 1967 roku w galaktyce PGC0037345. W momencie odkrycia miała maksymalną jasność 19,50m.